# Pimachrysa albicostales
Pimachrysa albicostales is een insect uit de familie van de gaasvliegen (Chrysopidae), die tot de orde netvleugeligen (Neuroptera) behoort. 
Pimachrysa albicostales is voor het eerst wetenschappelijk beschreven door Adams in 1967.